# Per Chr. Frost

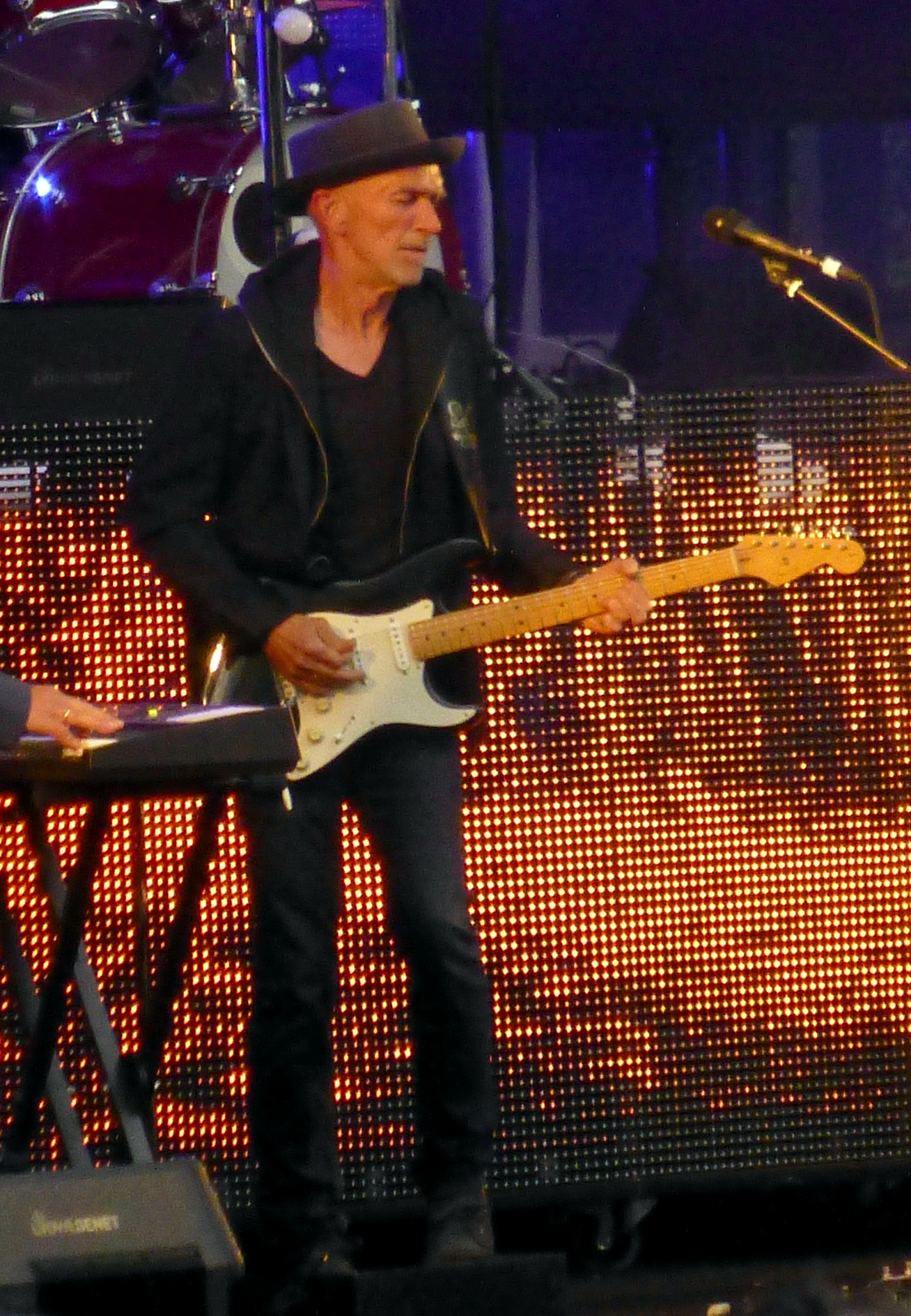
Per Chr. Frost tijdens een tournee met Gnags in 2015

Per Chr(istian) Frost (Aarhus, 30 oktober 1954 – 5 maart 2023) was een Deens gitarist, bassist en muziekproducent, vooral bekend als gitarist van de Deense rockgroep Gnags.
Van 1974 tot 1997 was hij de vaste gitarist en bassist bij Gnags, en daarnaast heeft hij samengespeeld met onder anderen Sanne Salomonsen, Allan Olsen, Lis Sørensen, Blue Sun, Henning Stærk, Cowgirls, Hounddog All Stars, Elisabeth, Michael Falch, Thomas Helmig, Søs Fenger en Poul Krebs. Hij heeft ongeveer aan 170 Deense muziekalbums meegewerkt. In 1997 werd hij uitgenodigd om met B.B. King te spelen op een concert in het Scandinavian Center Aarhus.
Hij leidde talrijke grote concertevenementen, waaronder het 25- en 30-jarige jubileum van het Skanderborg Festival in respectievelijk 2004 en 2009, The White Concert in 2008, Horsens Forum, DR1/TV alsook sedert 2008 het jaarfeestconcert van de Universiteit van Aarhus in het Musikhuset aldaar.
Benevens al deze activiteiten heeft Per Chr. Frost ook zes soloalbums uitgebracht. Sedert 2008 toerde hij met zijn eigen band en eigen songmateriaal. Hij gaf sedert 1996 af en toe les aan het Rytmisk Musikkonservatorium in Aarhus en Aalborg.
Anno 1990 en 1999 won hij met Gnags een Grammy Award, en in 2005 werd hem de Ken Gudman Prisen uitgereikt. Hij toerde in 2015 opnieuw met Gnags voor de Flashback-tournee van de groep.
Hij werd 68 jaar oud.

## Discografie (soloalbums)
- 1978 Ned ad gaden, (Genlyd Grammofon))
- 1990 Old Friend's Back, (Genlyd Grammofon)
- 1995 Breakin' Ice, (BMG)
- 1998 Seasidesongs, (BMG)
- 2007 Frost, (RecArt)
- 2011 When The Time Is Right (RecArt)
- 2013 Give It To Me (EP) (eigen beheer)